# Edmond Lechevallier-Chevignard

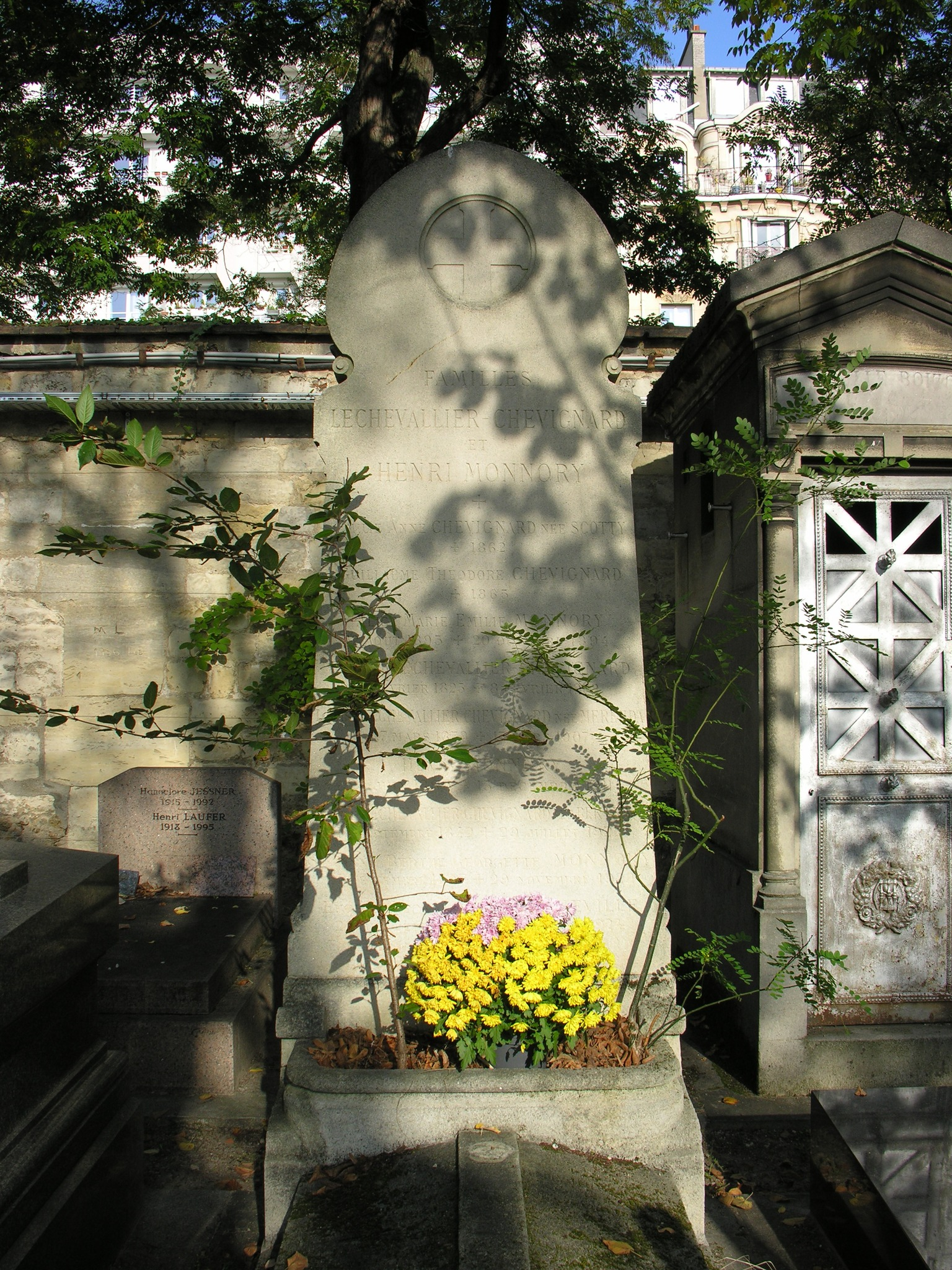
Vue de la sépulture au cimetière du Montparnasse (Paris).

Edmond Lechevallier-Chevignard (né à Lyon en 1825 et mort à Paris en 1902) est un peintre, graveur et décorateur français.

## Biographie

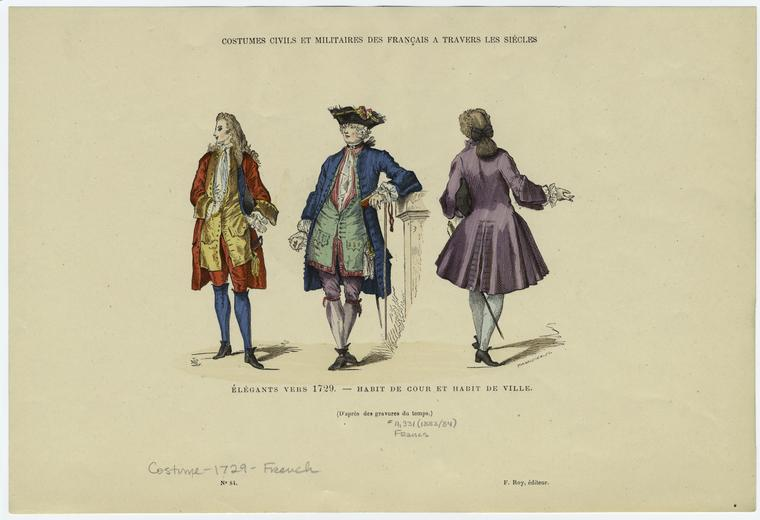
Élégants vers 1729, habit de cour et habit de ville aux Costumes civils et militaires des Français à travers les siècles (gravure, vers 1882).

Élève de Michel Martin Drolling, condisciple d'Olivier Merson dont il fut l'ami, il expose au Salon de Paris à partir de 1849, d'abord des portraits et des peintures d'histoire ; puis il se produit au Salon des artistes français jusqu'en 1901, dont il devient membre. Il est membre du jury en dessin à la 3e exposition internationale de blanc et noir (1888).
Après avoir ouvert un atelier de dessin en 1874, Lechevallier-Chevignard devient professeur à l’École nationale des arts décoratifs. Il collabore au Magasin pittoresque et la Gazette des beaux-arts. Il participe à la décoration intérieure et murale de plusieurs édifices, tels le château Saint-Roch (1865), la bibliothèque du duc de Chartres, les vitraux du château de Chantilly (1877-1893). Essayiste, il est l'auteur entre autres de Les Styles français publié chez Albert Quantin en 1892.
Il eut entre autres pour élèves Victor Lhuer, Misti, Charles-Théodore Bichet, Léopold Lelée.